# Гурийский 159-й пехотный полк
159-й пехотный Гурийский полк — пехотная воинская часть Русской императорской армии. Входил в состав 40-й пехотной дивизии.

## История

Император Николай II обходит строй солдат 159-го Гурийского и 160-го Абхазского полков по прибытии на смотр. Декабрь 1904 г.

14 июня 1841 г. из рот, выделенных по одной из Казанского, Белёвского, Тарутинского и Бородинского егерских полков, был сформирован 6-й резервный батальон Куринского мушкетёрского полка (сформированного 29 декабря 1802 г.). 13 октября 1863 г. он был назван 5-м резервным батальоном того же полка, а 6 ноября того же года развёрнут в трёхбатальонный Гурийский пехотный полк; 25 марта 1864 г. полку присвоен № 159.
В 1877 г., по случаю войны с Турцией, Гурийский полк, в составе 40-й пехотной дивизии, был мобилизован и двинут из Казанского военного округа на Кавказский театр, где вошёл в состав Кавказского корпуса и принял участие в сражении на Аладжинских высотах и в блокаде Карса, после взятия которого, в составе отряда генерала Шатилова, был двинут за Саганлуг и принял участие в обложении Эрзерума. Занятием этой крепости закончилось участие Гурийского полка в эту кампанию и в конце 1878 г. полк вернулся в Россию.
В 1879 г. из стрелковых рот полка был сформирован 4-й батальон.
25 октября 1888 г. на постоянные квартиры в Самару полк прибыл из г. Оренбурга во главе с полковником К. О. Сильвестровичем.
8 декабря 1904 г. полку была объявлена мобилизация по случаю войны с Японией, 22-го последовал Высочайший смотр полкам 40-й дивизии на станции Бобруйск, после которого полк двинулся на Дальний Восток, но принять активное участие в делах против японцев не успел.
Полковой праздник — 26 сентября.

## Знаки отличия полка
1. Георгиевское знамя с надписью: «За взятие Карса 6 ноября 1877 г.» 13 октября 1878 г. такия знамёна были пожалованы 2 и 3-му батальонам
2. Нагрудные знаки для офицеров и на головные уборы для нижних чинов с надписью: в 1-м батальоне — «За Кавказскую войну и за отличие в Турецкую войну 1877 и 1878 гг.», а во 2, 3 и 4-м батальонах — «За Турецкую войну 1877 и 1878 гг.». Надпись в 1-м батальоне «за Кавказскую войну» преемственно сохранена от 5-го батальона Куринского полка.

## Командиры полка
- 12.12.1863 — после 01.05.1869 — полковник Афанасьев, Иван Александрович
- до 01.09.1869 — 30.08.1874 — полковник Гринкевич, Антон Маркович
- 12.09.1874 — 24.03.1875 — полковник Жерве, Владимир Константинович
- 24.03.1875 — хх.хх.1878 — полковник Постельников, Василий Иванович
- 07.04.1878 — 07.10.1884 — полковник Россет, Сильвестр Оттович
- 10.10.1884 — 04.05.1891 — полковник Сильвестрович, Константин Онуфриевич
- 24.05.1891 — 22.01.1894 — полковник Каменецкий, Дмитрий Алексеевич
- 22.01.1894 — 24.10.1899 — полковник Михаэль, Николай Иванович
- 31.10.1899 — 06.10.1901 — полковник Турков, Александр Константинович
- 15.01.1902 — 19.07.1905 — полковник Астанин, Пётр Фёдорович
- 22.07.1905 — 20.04.1906 — полковник Валуев, Аркадий Михайлович
- 25.05.1906 — 27.10.1908 — полковник Орёл, Александр Андреевич
- 29.11.1908 — 14.07.1914 — полковник Зиборов, Вячеслав Иванович
- 18.07.1914 — 16.12.1914 — полковник Уваров, Михаил Андреевич
- 16.12.1914 — 29.12.1914 — полковник Ярон, Владимир Иванович
- 14.01.1915 — 17.10.1915 — полковник Анисимов, Александр Иванович
- 17.10.1915 — 19.12.1915 — полковник Габаев, Александр Георгиевич
- 21.02.1916 — 03.07.1916 — полковник Полторацкий, Александр Владимирович
- 03.07.1916 — 16.04.1917 — полковник Дементьев, Пётр Иванович
- 29.04.1917 — хх.хх.хххх — полковник Карпов, Николай Владимирович